# Surinaams grondwettelijk referendum 1987
Op 30 september 1987 werd in Suriname een grondwettelijk referendum gehouden. Kiezers werd gevraagd om de nieuwe grondwet van het land goed te keuren. Het voorzag in de vorming van een De Nationale Assemblée met 51 zetels die door middel van democratische verkiezingen wordt gekozen, en een president die door de Assemblée wordt gekozen. Meer dan 96% van de kiezers stemde voor. Er was een opkomst van 62,7%. 
De grondwet zorgde ervoor dat militairen een grote invloed zouden houden. Het Nationale Leger kreeg erin de verantwoordelijkheid voor de "verdediging van de soevereiniteit en zelfstandigheid alsmede het beschermen van de hoogste rechten en vrijheden van het land en volk met het dienen van rechtsorde, vrede en veiligheid."
Het uiterst hoge percentage van de kiezers die vóór stemden, was schijn. Legerleider Bouterse had van tevoren aangekondigd dat als de grondwet niet werd goedgekeurd, de verkiezingen van 25 november 1987 niet door zouden gaan. Het volk had daarom niet echt een keuze.

## Uitslag
| Keuze                            | stemmen | %    |
| -------------------------------- | ------- | ---- |
| Voor                             | 114.719 | 96,9 |
| Tegen                            | 3617    | 3.1  |
| Ongeldige / blanco stemmen       | 3999    | -    |
| Totaal                           | 122.335 | 100  |
| Geregistreerde kiezers / opkomst | 195.099 | 62,7 |
| Bron: Nohlen                     |         |      |